# مصطفی کریمی
مصطفی کریمی (زاده ۱۳۲۱) بازیگر سینما و تلویزیون ایران است.

## نقش‌آفرینی
مصطفی کریمی کار هنری خود را از سنین نوجوانی در تئاتر قزوین و زنجان شروع کرد و چندی نکشید که بعنوان جوان اول تئاتر آن زمان در کنار بازیگرانی ملکه رنجبر به ایفای نقش پرداخت.
مصطفی کریمی در نوجوانی در رادیو پیرانشهر فعالیت فراوانی داشته است. مصطفی کریمی در تئاتر نصر و جامعه باربد به فعالیت‌های هنری خویش ادامه داده است.
کریمی پس از سالها دوری از صحنه و بواسطه اشتغال در شهرداری تهران پس از سالها چندین نمایش با مضمون جنگ بر روی صحنه برد و توسط شهردار وقت تهران بارها مورد تشویق قرار گرفت.
مصطفی کریمی فعالیت سینمایی خود را از سال ۱۳۶۷ با فیلم «روز باشکوه» آغاز کرد و بازی در سریال‌های «شن‌های کف رودخانه»، «کارگاه علوی» و «خاک سرخ» را در کارنامه دارد. او بازنشسته شهرداری تهران است.

## فیلم‌شناسی
- شوخی (فیلم)
- متولد ماه مهر
- مومیایی ۳
- دو زن (فیلم ۱۳۷۷)
- آژانس شیشه‌ای
- جهان‌پهلوان تختی (فیلم)
- نابخشوده (فیلم ۱۳۷۵)
- آخرین بندر
- رنو تهران - ۲۹
- روز باشکوه